# Aleksander I Karadziordziewić
Aleksander I Karadziordziewić, (serb. Александар I Карађорђевић; ur. 16 grudnia 1888 w Cetynii, zm. 9 października 1934 w Marsylii) – ostatni władca Królestwa Serbów, Chorwatów i Słoweńców (1921–1929), następnie król Jugosławii (1929–1934), sprawujący władzę w sposób dyktatorski. Zamordowany w czasie oficjalnej wizyty we Francji z inspiracji chorwackich separatystów.

## Życiorys
Był synem Piotra I Karadziordziewicia i Zorki, księżniczki czarnogórskiej. Dzieciństwo spędził razem z ojcem na wygnaniu w Genewie, następnie od 1899 przebywał w Sankt Petersburgu, gdzie służył w carskim korpusie paziów. W latach 1914–1918 z nadania ojca pełnił urząd regenta, a w latach 1912–1918 kierował armią serbską jako naczelny wódz.
W pierwszych latach swego panowania był królem Królestwa Serbów, Chorwatów i Słoweńców (1921–1929). Aby wzmocnić jedność państwa, zmienił jego nazwę i 3 października 1929 roku proklamował powstanie nowego państwa o nazwie Jugosławia. Zmianie uległa nie tylko nazwa państwa, ale również jego podział administracyjny, zniesiono dotychczasowy podział na departamenty (serb.-chorw. oblasti) a wprowadzono 9 banowin. Na arenie międzynarodowej prowadził politykę profrancuską. Kraj razem z Rumunią i Czechosłowacją tworzył wymierzoną w węgierski rewizjonizm małą Ententę. Wprowadził reformy w sądownictwie, szkolnictwie i kalendarzu, dążące do ujednolicenia nowego państwa. Konstytucja z 3 września 1931 roku legalizowała jego rządy. Aleksander był zwolennikiem silnej władzy centralnej oraz przeciwnikiem separatyzmu chorwackiego, choć starał się zachowywać dobre stosunki z Chorwatami. Król usiłował też zawrzeć porozumienie z Bułgarią. Pomimo metod autorytarnych jego rządy spotykały się z poparciem znacznej części społeczeństwa Jugosławii. Niemniej, likwidacja rządów parlamentarnych (rozwiązanie Skupsztiny), rozwiązanie partii politycznych i ścisła cenzura spowodowały opór społeczny, demonstrowany głównie pod hasłem: Precz z dyktaturą!. Zginął zamordowany we Francji przez Włada Czernozemskiego, wskutek zamachu Wewnętrznej Macedońskiej Organizacji Rewolucyjnej (VMRO) i chorwackich ustaszy (operacja „Miecz teutoński”). Pochowany w cerkwi św. Jerzego w Topoli.
Po jego śmierci rządy w imieniu nieletniego syna Aleksandra, Piotra objął regent, książę Paweł Karadziordziewić.

## Odznaczenia
Serbskie/jugosłowiańskie
- Wielki Mistrz Orderu Świętego Księcia Łazarza
- Wielki Mistrz Orderu Gwiazdy Jerzego Czarnego
- Wielki Mistrz Orderu Orła Białego
- Wielki Mistrz Orderu Korony Jugosłowiańskiej
- Wielki Mistrz Orderu Świętego Sawy
- Złoty Medal za Waleczności im. Milosa Obilicia
- Medal Pamiątkowy Wojny Serbsko-Bułgarskiej 1913
- Medal Pamiątkowy Kampanii Albańskiej 1920

Zagraniczne
- Wielka Wstęga Orderu Leopolda (Belgia)
- Krzyż Wojenny (Belgia)
- Order Świętych Cyryla i Metodego (Bułgaria)
- Krzyż Wielki Orderu Świętego Aleksandra (Bułgaria)
- Krzyż Wielki Orderu Daniły I (Czarnogóra)
- Order Świętego Piotra (Czarnogóra)
- Order Lwa Białego I klasy (Czechosłowacja)
- Krzyż Wojenny Czechosłowacki (1914–1918)
- Krzyż Wielki Orderu Narodowego Legii Honorowej (Francja)
- Medal Wojskowy (Francja)
- Krzyż Wojenny ze srebrną palmą (Francja)
- Krzyż Wielki Orderu Zbawiciela (Grecja)
- Krzyż Wojenny 1914-1918 (Grecja)
- Order Medżydów I klasy (Imperium Osmańskie)
- Order Osmana I klasy (Imperium Osmańskie)
- Medal Niepodległości (Imperium Osmańskie)
- Krzyż Wielki Orderu Słońca Peru
- Order Orła Białego (1921, Polska)[7]
- Krzyż Wielki Orderu Wojskowego Virtuti Militari (1923, Polska)[8]
- Wielka Wstęga Orderu Odrodzenia Polski (Polska)
- Krzyż Wielki Orderu Wojskowego Chrystusa (Portugalia)
- Krzyż Wielki Orderu Wojskowego Avis (Portugalia)
- Krzyż Wielki Orderu Wojskowego Świętego Jakuba od Miecza (Portugalia)
- Wstęga Trzech Orderów (1893, Portugalia)[9]
- Order Świętego Andrzeja Apostoła (Imperium Rosyjskie)
- Order Świętego Aleksandra Newskiego (Imperium Rosyjskie)
- Cesarski i Królewski Order Orła Białego (Imperium Rosyjskie)
- Order Świętego Jerzego I klasy (Imperium Rosyjskie)
- Order Świętej Anny I klasy (Imperium Rosyjskie))
- Cesarski i Królewski Order Świętego Stanisława I klasy (Imperium Rosyjskie)
- Order Michała Walecznego I klasy (Rumunia)
- Krzyż Wielki Orderu Korony (Rumunia)
- Wielka Wstęga Orderu Słonia Białego (Syjam)
- Łańcuch Orderu Grobu Świętego w Jerozolimie (Watykan)
- Honorowy Rycerz Krzyża Wielkiego Orderu Łaźni (Wielka Brytania)
- Honorowy Rycerz Krzyża Wielkiego Królewskiego Orderu Wiktoriańskiego (Wielka Brytania)
- Medal Koronacyjny Króla Jerzego V (Wielka Brytania)
- Order Annuncjaty (Królestwo Włoch)
- Krzyż Wielki Orderu Świętych Maurycego i Łazarza (Królestwo Włoch)
- Krzyż Wielki Orderu Korony (Królestwo Włoch)